# Mîrne, Velîka Pîsarivka
Mîrne (în ucraineană Мирне) este un sat în comuna Dobreanske din raionul Velîka Pîsarivka, regiunea Sumî, Ucraina.

## Demografie
Componența lingvistică a localității Mîrne
     Rusă (89,66%)
     Ucraineană (6,9%)
     Belarusă (3,45%)
Conform recensământului din 2001, majoritatea populației localității Mîrne era vorbitoare de rusă (89,66%), existând în minoritate și vorbitori de ucraineană (6,9%) și belarusă (3,45%).